# کنپین ویلکیه
کنپین ویلکیه (به لهستانی:  Kępiny Wielkie) یک روستا در لهستان است که در گمینا البلانگ واقع شده‌است. کنپین ویلکیه  ۱۲۰ نفر جمعیت دارد.